# 马里奥·马尔基奥里
马里奥·马尔基奥里（義大利語：Mario Marchiori，1928年2月23日—），意大利男子曲棍球运动员。他曾代表意大利参加1952年夏季奥林匹克运动会曲棍球比赛，获得第十一名。